# L'ordinador ultramodern
"L'ordinador ultramodern" (títol original en anglès "The Ultimate Computer") és el vint-i-quatrè episodi de la segona temporada de la sèrie de televisió de ciència-ficció estatunidenca Star Trek. Escrit per D.C. Fontana (basada en una història de Laurence N. Wolfe) i dirigida per John Meredyth Lucas, es va emetre per primera vegada el 8 de març de 1968.
A l'episodi, la tripulació de l’ Enterprise corre per desactivar un ordinador canalla amb el control total de la nau.

## Argument
La nau estel·lar de la Federació Empresa és convocada a una estació espacial sense cap explicació. El comodor Wesley (Barry Russo) explica que l' Enterprise serà una nau de prova per al M-5 Multitronic System, un revolucionari ordinador tàctic i de control dissenyat pel Dr. Richard Daystrom (William Marshall). L'M-5 ha de gestionar totes les funcions de la nau sense ajuda humana. Mentre que l'oficial científic Spock està impressionat amb l'M-5, el capità Kirk i l'oficial mèdic en cap Dr. McCoy tenen dubtes.
L'M-5 té èxit en les seves primeres tasques, realitzant les funcions de la nau de manera més ràpida i eficient que una tripulació viva. No obstant això, l'M-5 també presenta un comportament inesperat, com ara apagar l'energia i el suport vital a les parts desocupades de la nau, i augmentar la potència per motius desconeguts; Daystrom manté que l'M-5 funciona correctament. Spock i Kirk participen en una discussió sobre si en Spock preferiria servir sota un ordinador o en Kirk.
En el seu primer simulacre tàctic, l'M-5 defensa l' Enterprise contra els atacs simulats de les naus Excalibur i Lexington. L' Enterprise és declarada vencedora, i Wesley es refereix en broma a Kirk com a "Capità Dunsel", utilitzant un terme d'argot de l'Acadèmia de la Flota Estel·lar per a una part que no serveix per a cap propòsit útil. Kirk està preocupat per això.
Temps després, l'M-5 detecta el Woden, un vaixell de càrrega no tripulat, i ataca amb torpedes vius, destruint-lo. Kirk ordena que l'M-5 es desconnecti, però en intentar-ho, el troba protegit per un poderós camp de força. L'enginyer en cap Scott ordena a l'alferes Harper que desconnecti la seva font d'alimentació, però l'M-5 crea una connexió directa amb el motor de curvatura de la nau, vaporitzant Harper en el procés. Spock i Scott intenten una anul·lació manual, però descobreixen que l'M-5 ha desviat tots els controls. Spock qüestiona a Daystrom sobre el disseny del seu ordinador, i Daystrom revela que ha imprès engrames humans als circuits de l'M-5, creant el que equival a una ment humana que funciona a la velocitat d'un ordinador.
Mentrestant, quatre dels naus germanes de l' Enterprise, Lexington, Potemkin, Excalibur i Hood, s'apropen per començar una nova tàctica. Com que l'M-5 ha desactivat les comunicacions, Kirk no pot avisar els objectius de l'M-5. M-5 detecta els vaixells i els ataca amb les seves armes a tota potència. La tripulació observa impotent com l' Enterprise dispara contra el Lexington, matant a 53, i després gira cap a l' Excalibur, matant a tots a bord i deixant-la a la deriva. El comodor Wesley assumeix que el mateix Kirk és el responsable dels atacs, i demana permís a la Flota Estel·lar per destruir l'Enterprise.
Daystrom, després d'haver indicat que els engrames que va utilitzar eren seus, creu que pot raonar amb l'M-5, però la seva conversa amb la unitat ràpidament degenera en un lament autocompasionat per les seves pròpies decepcions professionals. McCoy adverteix a Kirk que veu venir un transtorn mental, i quan Daystrom comença a proclamar en veu alta la seva invencibilitat i la de la seva creació, Spock el sotmet amb un pessic vulcanià.
Aleshores, Kirk intenta convèncer l'M-5 perquè aturi els seus atacs. L'M-5 reconeix a Kirk, que li pregunta quina és la seva finalitat. M-5 respon que el seu propòsit és protegir vides. Kirk argumenta que va actuar contràriament al seu propòsit assassinant persones. M-5 reconeix que ha comès un assassinat i, per tant, ha de morir, i es tanca. En fer-ho, també paralitza l' Enterprise.
Després d'haver rebut el permís per destruir Enterprise, les altres naus de la Federació s'hi acosten. Com que Scott és incapaç de restablir les comunicacions immediatament, Kirk decideix permetre que la nau vagi a la deriva amb els escuts cap avall, amb l'esperança que el comodor Wesley s'adonarà que l'amenaça ha passat. L'aposta té els seus fruits, ja que el Comodor ordena als seus vaixells que es retirin a l'últim moment. Spock recorda a Kirk i McCoy que, tot i que els ordinadors són més eficients, no són millors.

## Doblatge al català
L’episodi va ser doblat al català pels estudis Tecni-3 (primera part) i Diálogo (segona part) i emés a TV3 l’any 1989.
| Personatge                | Actor/actriu     | Veu en català                      |
| ------------------------- | ---------------- | ---------------------------------- |
| James T. Kirk             | William Shatner  | Jordi Boixaderas                   |
| Spock                     | Leonard Nimoy    | Isidre Sola i Llop                 |
| Leonard McCoy             | DeForest Kelley  | Eduard Lluís Muntada               |
| Montgomery Scott 'Scotty' | James Doohan     | Joan Carles Gustems Domènec Farell |
| Nyota Uhura               | Nichelle Nichols | Glòria Roig Azucena Díaz           |
| Pavel Chekov              | Walter Koenig    | Quim Roca Pep Madern               |
| Hikaru Sulu               | George Takei     | Jaume Nadal Enric Cusí             |
| Tinent Leslie             | Eddie Paskey     | Enric Isasi-Isasmendi              |
| Richard Daystrom          | William Marshall | Ramon Puig                         |
| Comodor Wesley            | Barry Russo      | Enric Arredondo                    |
| Alferes Harper            | Sean Morgan      | Joaquim Diaz                       |
| veu d’M-5                 | -                | Antoni Forteza                     |

## Producció i recepció
El 2011, Forbes va assenyalar aquest episodi com un dels deu episodis principals de la franquícia que explora les implicacions de la tecnologia avançada, en particular el perill de la IA El 2016, SyFy va classificar l'actuació de l'estrella convidada William Marshall com el Dr. Daystrom com la 14a millor estrella convidada de la sèrie original.
L'esborrany original va ser donat a Ray Bradbury pel matemàtic i fan de Star Trek Laurence Wolfe per donar-lo a Gene Roddenberry.
Michelle Erica Green de Trek Today sosté que és un dels millors episodis de McCoy i lloa l'episodi per tenir lloc íntegrament a l’Enterprise. Ella afirma que l'M-5 resulta ser un dels millors vilans de Trek. Tanmateix, l'episodi és un dels menys apreciats de la sèrie. En un rànquing del lloc Hollywood.com, Christian Blauvelt situa aquest episodi a la posició 48a dels 79 episodis de la sèrie original. Zach Handlen de The A.V. Club dóna a l'episodi una nota de B trobant que encara que sigui servit per bons actors, bona tensió i escenes de batalla creïbles, el seu escenari és previsible.